# Ouro Preto

Blick über Ouro Preto

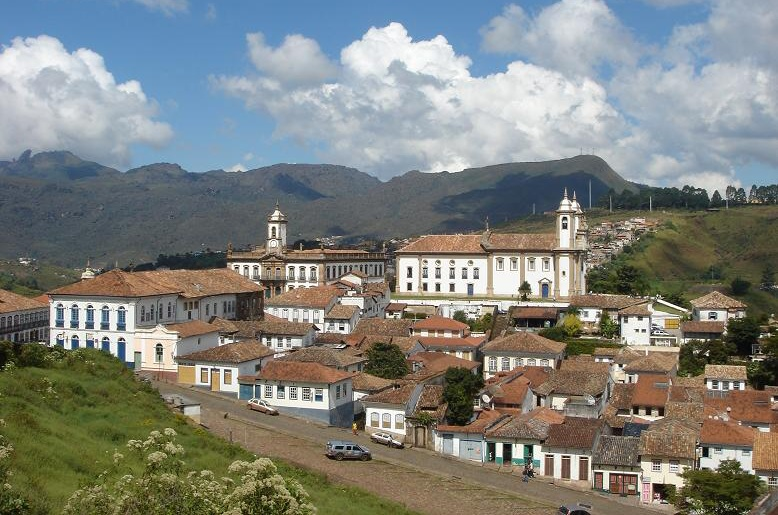
Zentrum von Ouro Preto mit Igreja Nossa Senhora do Carmo

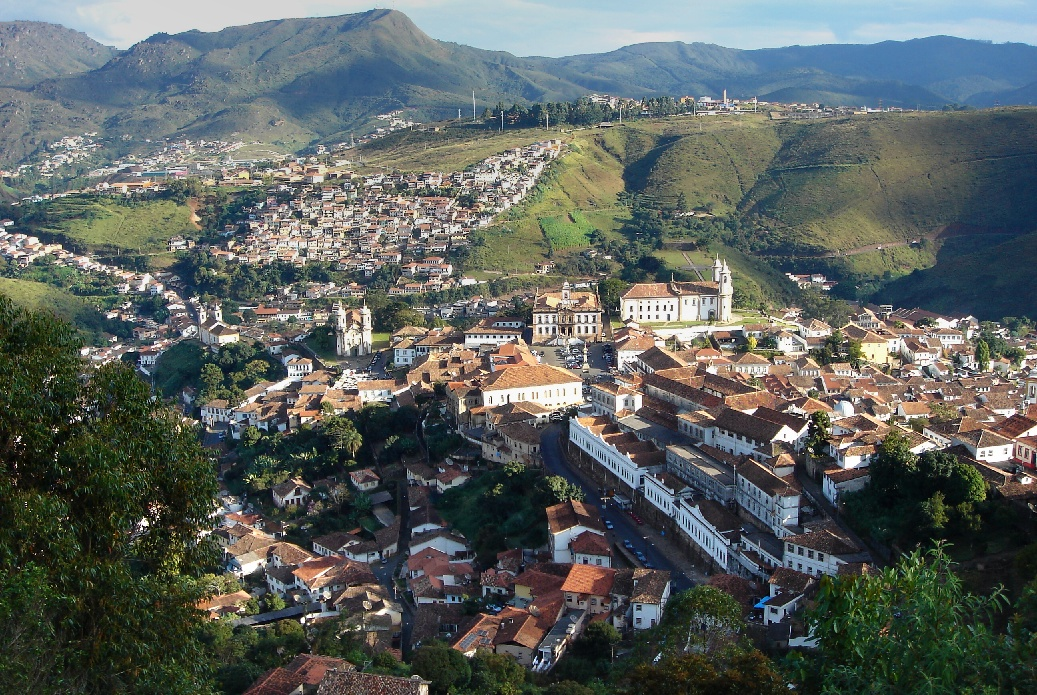
Ouro Preto von Norden

Ouro Preto, amtlich Município de Ouro Preto, ist eine Stadt im brasilianischen Bundesstaat Minas Gerais. Wegen ihrer barocken Altstadt ist sie einer der wichtigsten Touristenmagnete Brasiliens. Seit 1980 ist die Altstadt UNESCO-Welterbe.
Der Name Ouro Preto bedeutet auf Deutsch schwarzes Gold. Die Stadt bekam diesen Namen wegen ihrer riesigen Goldvorkommen, die durch Eisenoxid-Verunreinigung leicht schwarz gefärbt waren.

## Geschichte

### Vorgeschichte
Der Legende nach fand ein Mulatte, als er im Flüsschen Tripuí seine Flasche mit Wasser füllen wollte, ein paar schwarze Steine, die er nach Taubaté in São Paulo mitnahm. Diese Steine gelangten in die Hand des damaligen Gouverneurs von Rio de Janeiro, Artur de Sá Menezes, der deren Beschaffenheit mit seinen Zähnen geprüft und dabei unter der Oberfläche pures Gold entdeckt haben soll. Die Nachricht davon verbreitete sich schnell und man wusste, dass das Gold in der Nähe einer markanten Felsformation gefunden worden war, welche von den Einheimischen Itacolomi genannt wurde. Zahllose Expeditionen suchten diesen Ort in den Bergen von Minas Gerais vergebens.

### Erste Niederlassung
Erst 1698 entdeckte Antônio Dias de Oliveira aus São Paulo die Felsformation wieder und fand eine äußerst ergiebige Goldader, worauf er beschloss, sich dort niederzulassen und Familie und Freunde nachzuholen. Von da an begaben sich immer mehr Bandeirantes ins neue Eldorado. Gold kam im Überfluss vor und wurde in einer ersten Phase im Flussbett und an den Hängen gewonnen. In christlicher Hingabe wurden einfache Kapellen aus Lehm und Stroh errichtet, in deren erster (wahrscheinlich die heutige Capela de São João Batista) Pater João de Faria Fialho die erste Messe in der Region feierte. Die Zuwanderung aus den verschiedensten Regionen führte zu Spannungen zwischen den verschiedenen Bevölkerungsgruppen. Die Paulistas (aus São Paulo) nahmen als Entdecker das Sagen für sich in Anspruch. Sie verteilten die Goldvorkommen und versuchten, eine Verwaltung nach ihren Regeln aufzuziehen. Die Ablehnung dieses Anspruchs durch die Fremdzuwanderer – vor allem Portugiesen, Bahianer und Pernambucaner – gipfelte in der Guerra dos Emboabas, einer bewaffneten Auseinandersetzung, in der die Fremdzuwanderer, angeführt vom portugiesischen Händler Manuel Nunes Viana, die Oberhand gewannen.

### Bildung von kleinen Siedlungskernen
Nach diesem Konflikt festigten sich die Wohngemeinschaften der einzelnen Goldgräbergruppen zu kleinen Siedlungskernen: Padre Faria, Antônio Dias, Paulistas, Bom Sucesso, Taquaral, Sant' Ana, São João, Ouro Podre, Piedade, Ouro Preto und Caquende. Diese wuchsen sukzessive zusammen und dank eines immer stärker werdenden Handels untereinander entstand ein urbanes System, welches schließlich 1711 durch den Gouverneur António de Albuquerque Coelho de Carvalho zur Stadt Vila Rica de Albuquerque erhoben wurde.

### Aufstand gegen die Krone
Die Goldgräbersiedlung Ouro Podre entwickelte sich in den folgenden Jahren am stärksten. Der portugiesische Händler Pascoal da Silva Guimarães kam durch das in dieser Gegend gefundene Gold zu Reichtum und wurde zum größten Goldproduzenten der jungen Stadt. Aufgebracht wegen der beginnenden Kontrolle der portugiesischen Krone über die Goldförderung und die in diesem Zusammenhang erhobene Steuer, für die ein Fünftel des geförderten Goldes an die Krone abgeführt werden musste, zettelte er einen Aufstand an, der unter dem Namen Sedição de Vila Rica bekannt wurde. Der Gouverneur Dom Pedro de Almeida, Graf von Assumar, griff zu drastischen Mitteln, um dieser Rebellion ein Ende zu bereiten: er ließ Felipe dos Santos, einen treuen Gefährten von Pascoal da Silva, festnehmen und hinrichten, und brannte die Siedlung Ouro Podre nieder, die aus diesem Grunde bis heute den Namen Morro da Queimada (dt. etwa „Hang des Brandes“) trägt.
Im Laufe der Zeit wuchsen die Goldgräbersiedlungen mehr und mehr zusammen. So vereinigten sich die Siedlungen Antônio Dias und Ouro Preto zum Viertel Santa Quitéria, in der Gegend der heutigen Praça Tiradentes. 1720 wurde Vila Rica zur Hauptstadt der neuen Capitania Minas Gerais erhoben, welches sie bis 1897 blieb.

### Höhepunkt der Goldproduktion
Zwischen 1730 und 1760 erreichte die Goldproduktion ihren Höhepunkt. Die portugiesische Krone nahm zwischen 1735 und 1751 34.275 Kilo Gold aus der Steuer ein, was einer jährlichen Produktion von elf Tonnen Gold entsprach. Dieser Reichtum findet sich auch in der Architektur jener Epoche wieder, in der die berühmten Barockkirchen im Stil des Barroco Mineiro errichtet wurden. Der größte Bildhauer jener Zeit war Aleijadinho, einer der berühmtesten Söhne von Ouro Preto. Die pompös inszenierte Überführung des Heiligen Sakraments von der Kirche Nossa Senhora do Rosário zur Kathedrale Nossa Senhora do Pilar ist Gegenstand einer minutiösen Beschreibung durch den Chronisten Simão Ferreira Machado und zeigt den damals gepflegten Lebensstil.

### Ende der Goldreserven
Bereits gegen Ende der Regierung Gomes Freire, im Jahre 1763, zeichneten sich das Ende der Goldreserven und der bevorstehende wirtschaftliche Kollaps ab. Die zunehmenden Schwierigkeiten mit der Förderung des Goldes, die zu immer tieferen Minen führten, brachten die portugiesische Krone dazu, immer neue Steuern zu erheben, um die schwindenden Steuereinnahmen zu kompensieren. Einige Jahre später führte der neue Gouverneur von Vila Rica, der Herzog von Barbacena, sogar eine Zwangssteuer auf überfällige Erträge aus dem Goldfünftel ein, welche 1788 schon mehr als acht Tonnen ausmachten.

### Verschwörung von Minas Gerais
Vor dem Hintergrund der zeitgleich stattfindenden Umwälzungen in Frankreich und Nordamerika führte die Unzufriedenheit mit der exorbitanten Steuerbelastung unter dem Einfluss aufklärerischen Gedankenguts zur Entstehung eines revolutionären Bewusstseins. Die wohlhabenden Schichten der Gesellschaft – Händler, Militärs und Intellektuelle – verschworen sich und betrieben die Conjuração Mineira (dt. „Verschwörung von Minas Gerais“) mit dem Ziel, die Kolonie vom portugiesischen Mutterland abzuspalten und die Unabhängigkeit auszurufen. Diese als Inconfidência Mineira bekannte Bewegung wurde durch den Verrat des Obersts Joaquim Silvério dos Reis an den Herzog von Barbacena 1789 jäh beendet. Bekannte Mitverschwörer der Bewegung waren Tomás Antônio Gonzaga, Cláudio Manuel da Costa, Inácio José de Alvarenga Paixoto, Cônego Luís Vieira da Silva, Franscisco Paula Freire de Andrade, José Álvares Maciel und die Patres José de Oliveira Rolim und Carlos Correia de Toledo sowie der Anführer Joaquim José da Silva Xavier, der Tiradentes. Zur Abschreckung wurden die Anführer der Bewegung nach Afrika ins Exil verbannt und Tiradentes zum Tode verurteilt. Nachdem er in Rio de Janeiro durch Vierteilung hingerichtet worden war, wurde sein Kopf zur Abschreckung in Vila Rica auf der heutigen Praça Tiradentes zur Schau gestellt.

### Größte und reichste Stadt in der Neuen Welt
Am Höhepunkt des Goldrausches, zum Ende des 18. Jahrhunderts, hatte Ouro Preto ca. 100.000 Einwohner und war damals die größte und reichste Stadt in der Neuen Welt. Von 1700 bis 1820 wurden ca. 1200 Tonnen Gold gefördert, 80 % der damaligen Weltproduktion.
Da das Gold aber direkt nach Portugal abfloss (Brasilien war damals ja noch eine portugiesische Kolonie), kam es der Entwicklung Brasiliens fast nicht zugute. Portugal brauchte andererseits militärische Hilfe Englands, die sie wahrscheinlich mit brasilianischem Gold bezahlte. Einige Historiker sind sich deshalb sicher, dass auch mit dem Gold Ouro Pretos die industrielle Revolution in England finanziert wurde.
1823 wurde Vila Rica do Albuquerque in Ouro Preto umbenannt.

### Rückgang der Goldförderung
Die Goldförderung ging gegen Ende des 19. Jahrhunderts deutlich zurück. Gegenwärtig fördern in dem Gebiet noch drei Goldminen (Anglo Gold Mine Cuiabá, São Bento und Valo do Rio Doce), Explorationsarbeiten sind im Gange. Waschgold wird noch an vielen Stellen in der Umgebung Ouro Pretos gewonnen. Nach wie vor lassen sich in den Bergen von Minas Gerais aber auch Diamanten finden; sie sind heute eine wichtige Einnahmequelle für Ouro Preto.
Am Ende des 19. Jahrhunderts musste Ouro Preto den Status der Hauptstadt von Minas Gerais an das 100 km entfernte Belo Horizonte abtreten.

## Universität und Studentenleben

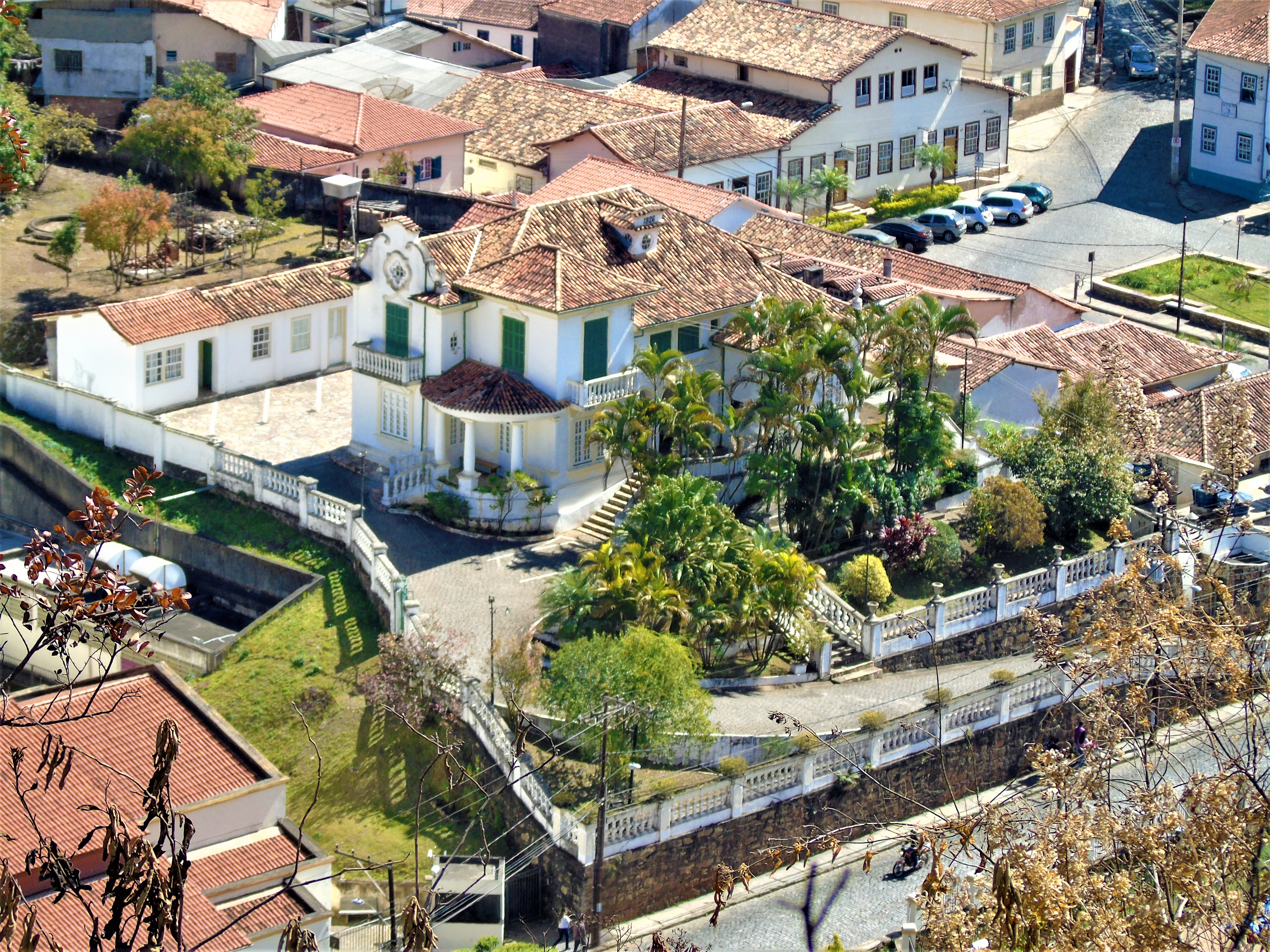
Rektorat der Universidade Federal de Ouro Preto

1969 wurde im Rahmen einer Umstrukturierung der beiden vor Ort bestehenden Hochschulen die Universidade Federal de Ouro Preto (UFOP) gegründet. Sie ging aus der Pharmazieschule (Escola de Farmacia, 1839) und der Bergbauschule (Escola de Minas, 1876) hervor. Ouro Preto ist seitdem zu einer lebendigen Studentenstadt geworden.

## Sehenswürdigkeiten

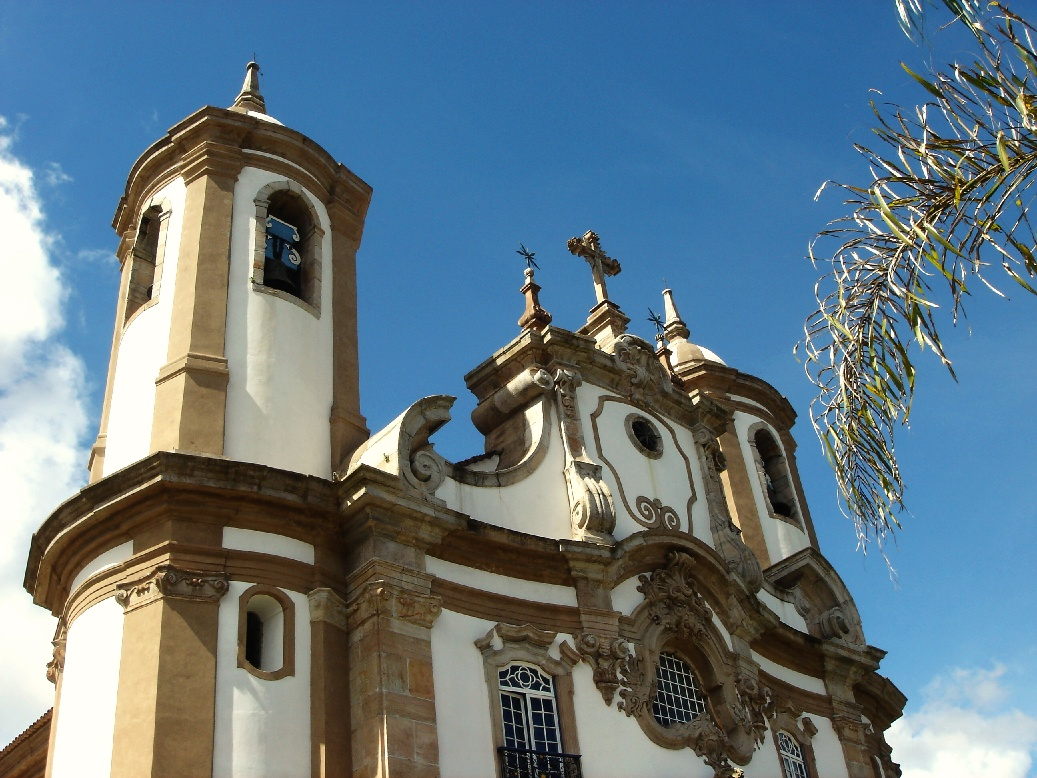
Igreja Nossa Senhora do Carmo

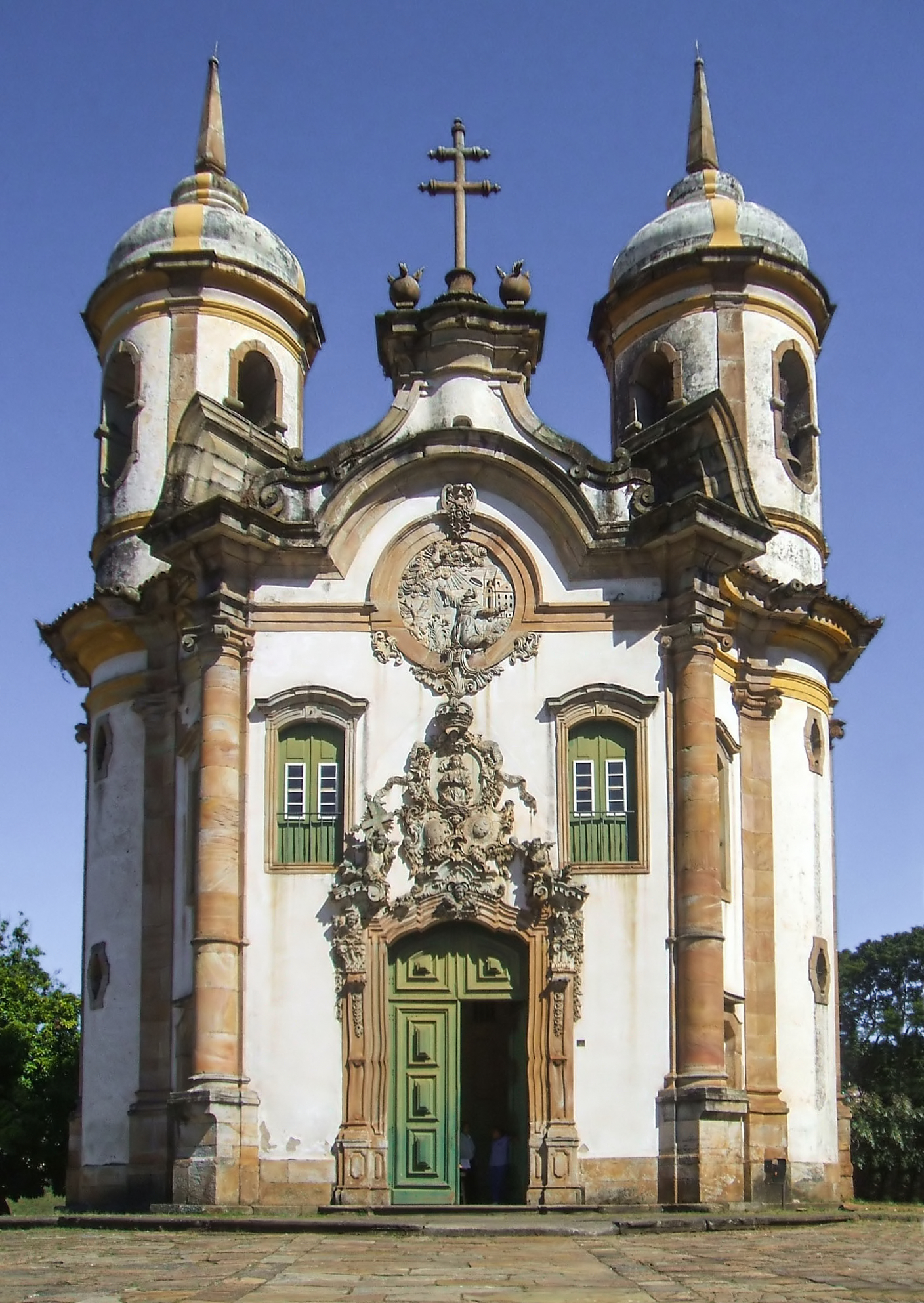
Igreja São Francisco de Assis

### Kirchen
Ouro Preto ist bekannt für seine Vielzahl an barocken Kirchen aus der Kolonialzeit. Besonders erwähnenswert sind folgende Kirchen:
- Die von Aleijadinho geschaffene Kirche Igreja São Francisco de Assis (1766)
- Die opulente Matriz de Nossa Senhora da Conceiçao de Antônio Dias (1727–1746) mit dem Museu do Aleijadinho
- Die für Freunde sakraler Kunst interessante Igreja Santa Efigênia mit einem schönen Ausblick über die Stadt und ihre Umgebung
- Die Igreja Matriz Nossa Senhora do Pilar, die als eine der eindrucksvollsten Kirchen des brasilianischen Barocks gilt (Anfang 18. Jahrhundert bis 1733)
- Die Igreja de Nossa Senhora do Rosário, die durch ihre abgerundete Fassade hervorsticht und stark an barocke Kirchenbauwerke Süddeutschlands und Österreichs erinnert (1785)
- Die Igreja Nossa Senhora do Carmo gleich neben der Praça Tiradentes (1766–1772)
- Die letzte Kirche der Kolonialzeit, die Igreja São Francisco de Paula (1804–1898)
- Die Igreja Nossa Senhora das Mercês e Perdões (1740–1772)

### Andere Sehenswürdigkeiten
- Das Stadttheater, erbaut 1770 als Opernhaus
- Die Praça Tiradentes mit dem Denkmal für Tiradentes in der Mitte und dem Museu da Inconfidência, das ehemalige Rathaus der Stadt
- Das Mineralogie-Museum der Universität mit einer großen Edelsteinausstellung
- Der Pico do Itacolomi, sehr bizarr geformte Felsformation mit einer Höhe von 1.891 m.

## Lage/Einteilung
Ouro Preto befindet sich auf einer Höhe von 1179 m und zählte (2010) 70.281 Einwohner. Das IBGE schätze zum 1. Juli 2021 die Einwohnerzahl auf 74.824 Einwohner. Das Stadtgebiet erstreckt sich über eine Fläche von 1248,64 km².
Die Stadt ist in elf Distrikte eingeteilt: Amarantina, Antônio Pereira, Cachoeira do Campo, Engenheiro Correia, Glaura, Miguel Burnier, Santa Rita, Santo Antônio do Leite, Santo Antônio do Salto, São Bartolomeu und Rodrigo Silva.
Ouro Preto grenzt im Norden an die Städte Itabirito und Santa Bárbara, im Süden an Ouro Branco, Catas Altas da Noruega, Piranga und Itaverava, im Osten an Mariana und im Westen an Belo Vale und Congonhas.

## Klima
Bedingt durch die Höhenlage werden für Brasilien untypische Tiefsttemperaturen erreicht. Die Jahresdurchschnittstemperatur beträgt 17,4 °C, die Extremwerte liegen zwischen 22,6 °C und 13,1 °C. Die jährliche Niederschlagsmenge beträgt 2.018 mm, konzentriert vor allem in den Sommermonaten zwischen Oktober und März. Man spricht von einem tropischen Höhenklima.

## Erreichbarkeit

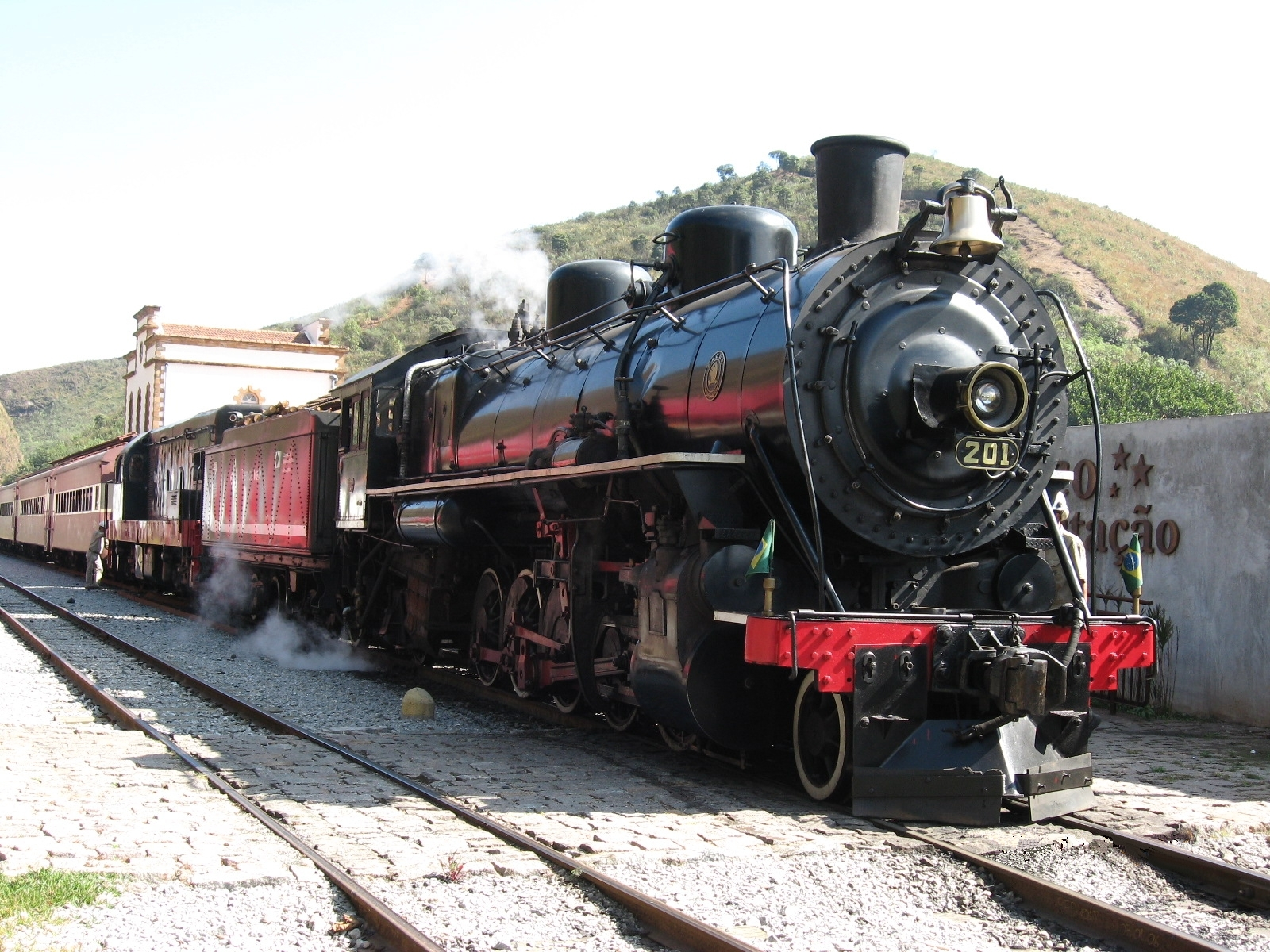
Historischer Dampfzug zwischen Mariana und Ouro Preto

Ouro Preto ist von Rio de Janeiro oder São Paulo mit direkten Bussen zu erreichen. Die Fahrt von Rio de Janeiro dauert ca. 6 Stunden.
Belo Horizonte, das über einen Flughafen verfügt, liegt etwa 100 km entfernt und ist per Bus in zwei Stunden erreichbar.
2006 wurde die Bahnverbindung zum 12 km entfernten Mariana wieder aufgenommen. Die „Maria Fumaça“ genannte Dampflokomotive wurde restauriert und fünf Personenwagen (darunter ein Panoramawagen) nach alten Vorbildern neu gebaut. Die Bahnhöfe von Ouro Preto und Mariana wurden vollständig restauriert und mit Multimediashows zur Bahnverbindung und zu Flora und Fauna der Umgebung ausgestattet. Die Fahrt dauert eine knappe Stunde. Die Restauration der Bahnverbindung wurde von der Companhia Vale do Rio Doce gesponsert.

## Söhne und Töchter
- Aleijadinho (1738–1814), bedeutendster Baumeister und Bildhauer des brasilianischen Barock
- Wilhelm Schüch (1824–1908), österreichischer Naturwissenschaftler, bedeutender Ingenieur des Brasilianischen Kaiserreiches
- Afonso Celso de Assis Figueiredo (1836–1912), Politiker
- José Francisco Versiani Velloso (1919–1972), römisch-katholischer Geistlicher, Bischof von Itumbiara
- Francisco Barroso Filho (* 1928), römisch-katholischer Geistlicher, Altbischof von Oliveira
- José Carlos de Lima Vaz (1928–2008), Ordensgeistlicher, römisch-katholischer Bischof von Petrópolis
- Djalma Corrêa (1942–2022), Perkussionist und Komponist
- Lauro Sérgio Versiani Barbosa (* 1959), römisch-katholischer Geistlicher, Bischof von Colatina